# David VII av Georgien
David VII av Georgien född 1215, död 1270, var en georgisk monark. Han var kung i kungariket Georgien mellan 1247 och 1270.